# Cristián Omar Díaz
Cristian Omar Díaz (San Miguel de Tucumán, 3 novembre 1986) è un ex calciatore argentino, di ruolo attaccante.

## Carriera

### Club
Debutta con il San José il 1º marzo 2009 nella vittoria casalinga per 4-2 contro il Real Mamoré, dove segna il gol del definitivo risultato. Il 30 maggio nella vittoria casalinga per 4-3 contro il Bolívar regala la vittoria al San José, realizzando una quadripletta. Segna l'ultimo gol con il San José il 3 giugno 2010 nella sconfitta fuori casa per 3-1 contro lo Jorge Wilstermann, dove è suo il gol della bandiera. Gioca l'ultima partita con il club il 25 giugno 2010 nel pareggio casalingo a reti bianche contro il The Strongest.
Il 10 luglio 2010 si trasferisce allo Śląsk Breslavia, firmando un biennale. Debutta con il nuovo club l'8 agosto 2010 nel pareggio a reti inviolate contro lo Jagiellonia Białystok. La giornata successiva, il 15 agosto 2010, segna la doppietta grazie al quale il club batte fuori casa per 2-3 il KS Cracovia.

## Palmarès

### Club

#### Competizioni nazionali
- Campionato polacco: 1

Śląsk Breslavia: 2011-2012

### Individuale
- Capocannoniere della Liga del Fútbol Profesional Boliviano: 1

Apertura 2010 (18 gol)